# Premierzy Filipin

## Lista premierów Filipin
| Osoba                                             | Osoba                         | Osoba            | Kadencja        | Kadencja          | Partia polityczna |
| #                                                 | Imię i Nazwisko               | Portret          | Od              | Do                | Partia polityczna |
| ------------------------------------------------- | ----------------------------- | ---------------- | --------------- | ----------------- | ----------------- |
| 1                                                 | Apolinario Mabini (1864–1903) |                  | 2 stycznia 1899 | 23 stycznia 1899  | Bezpartyjny       |
| 1                                                 | Apolinario Mabini (1864–1903) | 23 stycznia 1899 | 7 maja 1899     |                   | Bezpartyjny       |
| 2                                                 | Pedro Paterno (1857–1911)     |                  | 8 maja 1899     | 13 listopada 1899 | Bezpartyjny       |
| urząd zniesiony 14 listopada 1899—12 czerwca 1978 |                               |                  |                 |                   |                   |
| 3                                                 | Ferdinand Marcos (1917–1989)  |                  | 12 czerwca 1978 | 30 czerwca 1981   | KBL               |
| 4                                                 | Cesar Virata (1930– )         |                  | 28 lipca 1981   | 23 lipca 1984     | KBL               |
| 4                                                 | Cesar Virata (1930– )         | 23 lipca 1984    | 25 lutego 1986  |                   | KBL               |
| 5                                                 | Salvador Laurel (1928–2004)   |                  | 25 lutego 1986  | 25 marca 1986     | UNIDO             |
| urząd zniesiony                                   |                               |                  |                 |                   |                   |